# Nasio Fontaine
Nasio Fontaine jest artystą reggae. Pochodzi z Dominiki. Jest najmłodszym z siedmiorga dzieci. Urodził się  w miejscowości Carte-Bois. Jego matka ma indiańsko karaibskie pochodzenie, a ojciec jest Afrykaninem. Gdy skończył 8 lat zaczął śpiewać w szkole, do której uczęszczał i w katolickim kościele. Robił najróżniejsze instrumenty ze wszystkiego co miał pod ręką. Czerpie inspiracje z ruchu rastafari i od muzyków reggae takich jak np. Joseph Hill, Burning Spear, Jacob Miller i Bob Marley. Słucha także takich zespołów, czy artystów, jak: Marvin Gaye, The Beatles, Curtis Mayfield, czy Chubby Midnight Groovers. Gdy tworzy muzykę, skupia się na jej przesłaniu. To dla niego bardzo ważne. Jego teksty mówią o rewolucji, zwróceniu uwagi na zło tego świata, o wolności i miłości do drugiego człowieka bez względu na jego pochodzenie. Jak sam mówi: The music is important; I want my music to be my contribution to the people of the world.
Obecnie mieszka z żoną w Nowym Jorku.

## Dyskografia

### Single
- 1986 Born To Be Free
- 1990 Babylon Is A Fallin'

### Albumy studyjne
- 1994 Reggae Power
- 1997 Wolf Catcher
- 1999 Revolution
- 2003 Living In the Positive
- 2006 Universal Cry
- 2007 Rise Up